# Sempergalerie
La Sempergalerie o Semperbau è un'ala del complesso dello Zwinger a Dresda, in Germania, progettata dall'architetto Gottfried Semper e costruita dal 1847 al 1854.
L'edificio allungato, in stile neoclassico, chiude il cortile dello Zwinger sul lato nord. Fronteggia lo Zwinger da sud e a nord costeggia la piazza del Teatro (Theaterplatz) sulla quale si affacciano la Semperoper, il Castello e la Cattedrale della Santissima Trinità (Katholische Hofkirche).
Dal 1885 ospita la collezione della Gemäldegalerie Alte Meister.

## Storia

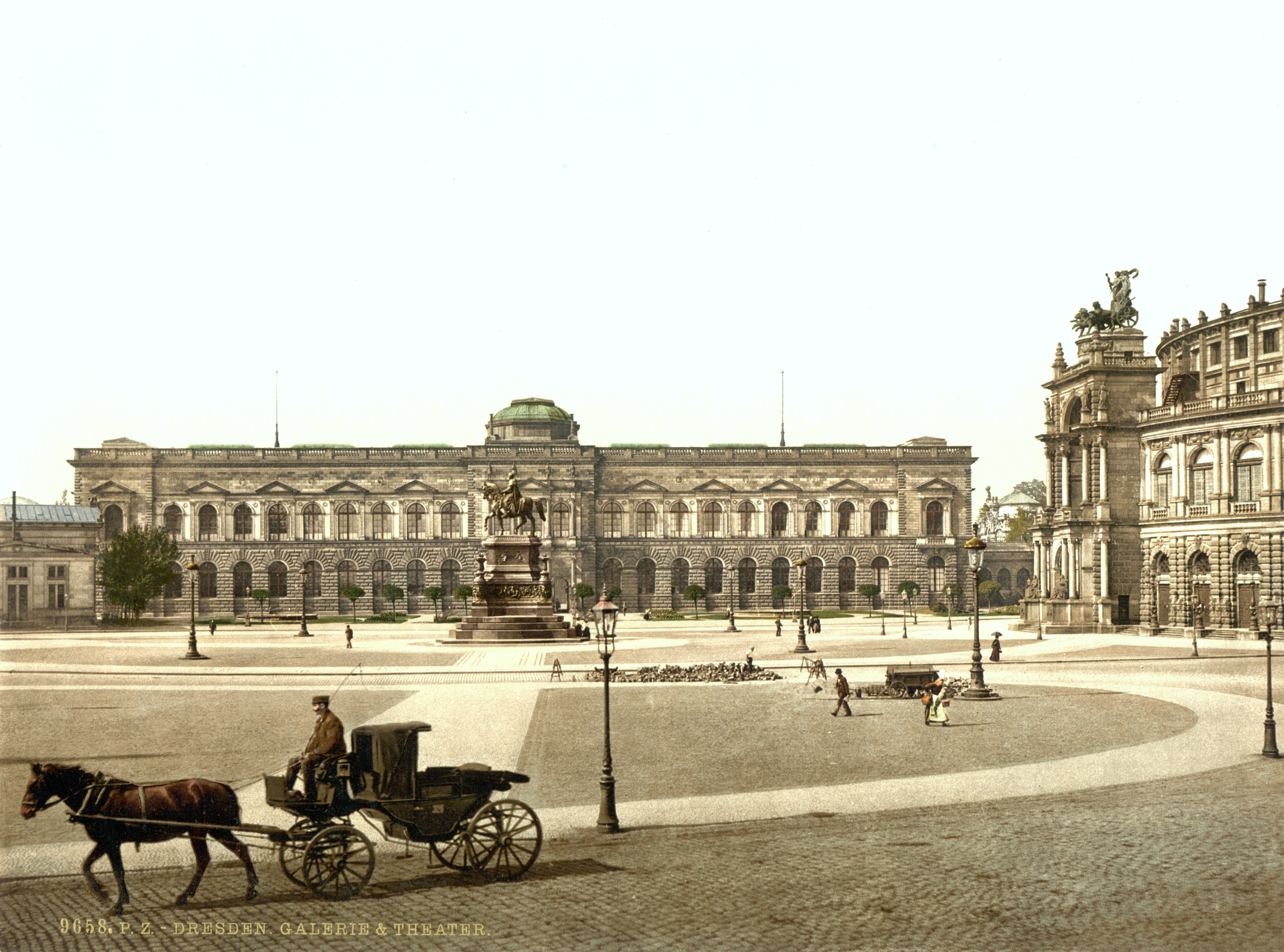
La piazza del Teatro con la Sempergalerie e la Semperoper (a destra) intorno al 1900

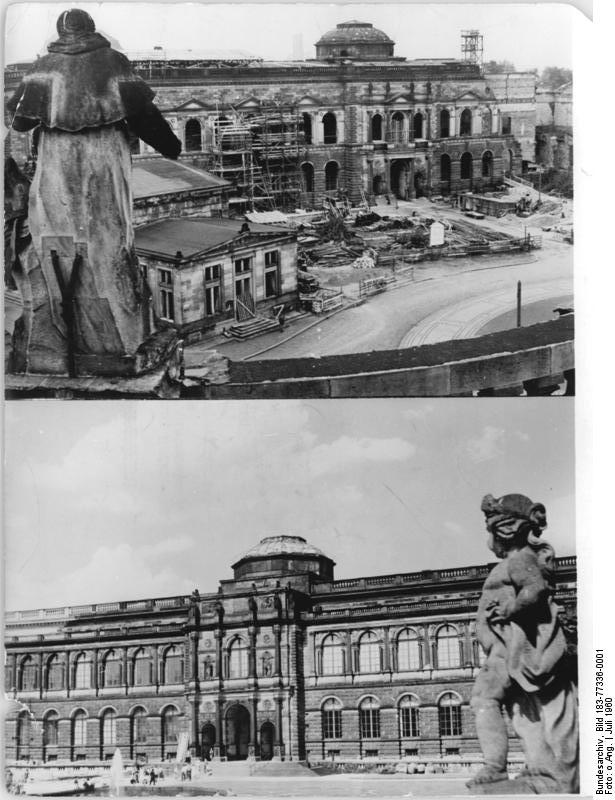
La Sempergalerie dopo la distruzione del 1945

Quando venne completato lo Zwinger, nel 1728, il suo lato settentrionale si affacciava sulla piazza del Teatro e sul fiume, e venne lasciato aperto per consentire un ulteriore ampliamento.
Nel 1838, venne chiesto all'architetto Gottfried Semper di progettare un edificio destinato ad ospitare la collezione di dipinti della corte reale, ma soltanto nel 1846 venne deciso di chiudere il recinto dello Zwinger inserendo una galleria per ospitare la pinacoteca.
L'edificio, poi denominato Sempergalerie, venne costruito dal 1847 al 1854 e ricorda i palazzi italiani del Rinascimento. Nel 1855 vennero completati gli interni. A differenza degli  edifici che ospitavano la collezione di dipinti, l'interno della Sempergalerie poteva essere ruscaldato e quindi rimanere aperto tutto l'anno. Nel 1855 la collezione fu spostata nella Sempergalerie, che fu aperta come nuovo museo reale (Neues Königliches Museum).
Gli scultori Ernst Rietschel e Ernst Julius Hähnel, di Dresda, completarono le decorazioni esterne dell'edificio.
Mentre la facciata nord, prospiciente la piazza del Teatro, è adornata da sculture mitologiche, quella sud presenta motivi religiosi.
Fino alla seconda guerra mondiale, la Sempergalerie ospitò non solo la collezione degli Alte Meister ma anche la Collezione di stampe, disegni e fotografie e quella di sculture classiche, che nel 2019 sono ospitate rispettivamente nel Castello e nell'Albertinum.
L'edificio venne gravemente danneggiato nel corso del bombardamento di Dresda del 13 febbraio 1945, ma la maggior parte dei dipinti era stata evacuata per essere conservata in luoghi sicuri e non venne danneggiata. La ricostruzione dell'edificio è stata completata nel 1960. Dopo un altro periodo di restauro, durato oltre quattro anni, la Sempergalerie riaprì nel 1992.